# Zeta Virginis
Zeta Virginis (ζ Virginis / ζ Vir) è una stella della costellazione della Vergine. Ha una magnitudine apparente di +3,37 ed è la quarta stella più brillante della costellazione, dopo Spica (α Virginis), Porrima (γ Virginis) ed ε Virginis. Ha il nome tradizionale di Heze, le cui origini sono sconosciute. Dista 73 anni luce dal sistema solare.

## Osservazione
Si tratta di una stella situata nell'emisfero celeste australe, ma molto in prossimità dell'equatore celeste; ciò comporta che possa essere osservata da tutte le regioni abitate della Terra senza alcuna difficoltà. Essendo di magnitudine 3,37, la si può osservare anche dai piccoli centri urbani senza difficoltà, sebbene un cielo non eccessivamente inquinato sia maggiormente indicato per la sua individuazione.
Il periodo migliore per la sua osservazione nel cielo serale ricade durante i mesi della primavera boreale, che corrispondono alla stagione autunnale nell'emisfero australe. Il periodo di visibilità rimane indicativamente lo stesso, grazie alla posizione della stella posta praticamente sulla linea dell'equatore celeste.

## Caratteristiche fisiche
Heze è una stella bianca di sequenza principale, di classe spettrale è A3V. È una stella con massa e raggio doppi rispetto al Sole ed un'età stimata in mezzo miliardo di anni.
La sua velocità di rotazione è piuttosto elevata, 222 km/s; in tal modo gira su se stessa in meno di un giorno. La temperatura superficiale è di 8400 K e come suggerisce la sua classe di luminosità è una stella che sta ancora fondendo idrogeno in elio nel suo nucleo. Ha una bassa metallicità rispetto al Sole, di appena il 55% ([Fe/H] = -0,26).

## Compagna
Nel 2010 è stata scoperta una compagna di piccola massa, Zeta Virginis B. I modelli evolutivi stellari suggeriscono che la massa della compagna sia del 17% di quella del Sole: si tratta quindi probabilmente di una nana rossa di tipo spettrale M4V-M7V. Il periodo orbitale con il quale ruota attorno alla principale è stimato in almeno 124 anni, su un semiasse maggiore di 24,9 UA.